# Garrulax courtoisi
Garrulax courtoisi е вид птица от семейство Leiothrichidae. Видът е критично застрашен от изчезване.

## Разпространение
Видът е разпространен в Китай.